# Талапкер (Мендыкаринский район)
Талапкер (каз. Талапкер) — упразднённое село в Мендыкаринском районе Костанайской области Казахстана. Ликвидировано в 2009 году. Входило в состав Тенизовского сельского округа. Код КАТО — 395663106.
Рядом с селом находятся озёра Тениз и Каракамыс.

## Население
В 1999 году население села составляло 168 человек (77 мужчин и 91 женщина). По данным переписи 2009 года в селе проживало 47 человек (22 мужчины и 25 женщин).